# Poortwijk
Poortwijk is een buurt (buurt 11) in het dorp Oud-Beijerland, gemeente Hoeksche Waard, in de Nederlandse provincie Zuid-Holland, onderverdeeld in Poortwijk I, II en III. De buurt heeft een oppervlakte van 202 ha, wat het – op bedrijventerrein De Bosschen na – de grootste buurt van Oud-Beijerland maakt. Poortwijk grenst in het noorden aan bedrijventerrein De Bosschen, in het westen aan bedrijventerrein De Hoogerwerf en Croonenburgh, in het zuiden aan de Stougjesdijk en in het oosten aan de verspreide huizen van Reedijk en Westdijk. De buurt telt 3910 inwoners (2013).

## N217
De Stougjesdijk is een dijk die in de gemeente Hoeksche Waard ligt. Het Oud-Beijerlandse gedeelte van de dijk maakte tot 2010 uit van de N217. Om de bewoners van deze dijk te ontlasten, werd er een nieuwe randweg aangelegd door de Oud-Beijerlandsche Polder, die hedendaags tot Poortwijk behoort.

## Straten
Straten in cursief zijn nog in aanbouw.
- Annie M.G. Schmidtstraat
- Bachlaan
- Bartokstraat
- Van Beethovenlaan
- Beetsstraat
- Bellinistraat
- Beneden Oostdijk
- Berliozstraat
- Bilderdijkstraat
- Bizetstraat
- Blamanstraat
- Boezempad
- Bomansstraat
- Borderwijkring
- Brahmsstraat
- Brittenstraat
- Chopinplein
- Componistenpad
- Coolenstraat
- Couperusstraat
- Debussyring
- Den Doolaardstraat
- Van Eedenstraat
- Elgarstraat
- Fagot
- Gershwinstraat

- Gorterstraat
- Griegstraat
- Handelstraat
- Harp
- Heijermansstraat
- Hermansstraat
- Huizingastraat
- Klarinet
- Kloosring
- Kreekbrug
- Kwakscheweg
- Leharstraat
- Van Lenneppad
- Lisztplein
- Marimba
- Marsmanplein
- Mendelssohnstraat
- Mozartlaan
- Multatulipad
- Muzieklaan
- N217
- P.C. Hooftstraat
- Paganinistraat
- Papeweg
- Polderlaan

- Poortlaan
- Presserpad
- Puccinistraat
- Ravelstraat
- Richard Straussring
- Romeinpad
- Rossinistraat
- Rotonde 2000
- Saxofoon
- Van Schendelstraat
- Schubertpad
- Schumannstraat
- Sibeliusstraat
- Slauerhoffstraat
- Stougjesdijk
- Stravinskypad
- Sweelinckstraat
- Trombone
- Trompet
- Tsjaikovskypad
- Vestdijkstraat
- Viool
- Vivaldistraat
- Vondelstraat
- De Vriesstraat

Wijk 00: De Bosschen · De Hoogerwerf · Centrum-Noord · Centrum-Zuid · Croonenburghwijk · Landelijk gebied · Oosterse Gorzenwijk (Gorzenhoek) · Poortwijk (Poortwijk I, II en III) · Spuioeverwijk · Zeeheldenwijk · Zinkweg · Zoomwijck · Zuidwijk